# Nendorper Deichvorland
Das Nendorper Deichvorland ist ein ehemaliges Naturschutzgebiet in der niedersächsischen Gemeinde Jemgum im Landkreis Leer.
Das Naturschutzgebiet mit dem Kennzeichen NSG WE 242 war 117 Hektar groß. Es war fast vollständig Bestandteil des FFH-Gebietes „Unterems und Außenems“ sowie des EU-Vogelschutzgebietes „Emsmarsch von Leer bis Emden“. Stellenweise grenzte es an das Landschaftsschutzgebiet „Rheiderland“. Das Gebiet stand seit dem 27. November 2004 unter Naturschutz. Zum 15. Juni 2017 ging es in dem neu ausgewiesenen Naturschutzgebiet „Unterems“ auf. Zuständige untere Naturschutzbehörde war der Landkreis Leer.
Das ehemalige Naturschutzgebiet liegt am südlichen Ufer der Ems im Nendorper Vorland vor der Deichlinie zwischen den Ortschaften Ditzum und Hatzum. In dem Gebiet finden sich Brackwasserröhrichte und Salzwiesen wie auch Priele und extensiv genutztes Grünland. Es ist Lebensraum u. a. für Säbelschnäbler, Rotschenkel, Uferschnepfe, Kiebitz, Wachtelkönig und Blaukehlchen. Das Gebiet hat auch eine Bedeutung als Rastplatz für Nonnen-, Bless- und Graugans.
Das Gebiet wird vom Anschlussdeich zum Emssperrwerk durchschnitten, wodurch etwa 4,2 Hektar des Nendorper Vorlandes überbaut wurden. Die Unterschutzstellung des Nendorper Deichvorlandes diente auch als Ausgleichsmaßnahme für den Bau des Emssperrwerks. Im Rahmen der Ausgleichsmaßnahme wurde der vorhandene Sommerdeich geöffnet und so die Überströmung der Vorländer mit ihren Salzwiesen bei hohen Wasserständen ermöglicht.